# Hyphydrus fangensis
Hyphydrus fangensis är en skalbaggsart som beskrevs av Olof Biström och Satô 1988. Hyphydrus fangensis ingår i släktet Hyphydrus och familjen dykare. Inga underarter finns listade i Catalogue of Life.